# اس‌اس ایدنتون
اس‌اس ایدنتون (به انگلیسی: SS Edenton) یک کشتی بود که طول آن ۴۲۳ فوت ۱۰ اینچ (۱۲۹٫۱۸ متر) بود. این کشتی در سال ۱۹۱۸ ساخته شد.